# International Council of Community Churches
L'International Council of Community Churches (ICCC) è un'associazione religiosa cristiana di protestanti ecumenicamente cooperanti e di cattolici indipendenti con sede a Frankfort, Illinois, negli Stati Uniti. È l'organizzazione principale del movimento delle Community Churches. L'ICCC è membro del Consiglio Nazionale delle Chiese di Cristo negli USA e del Consiglio Mondiale delle Chiese. Secondo il Consiglio Mondiale delle Chiese, la denominazione ha oltre 110.000 fedeli e oltre 150 congregazioni in tutto il mondo. L'appartenenza è concentrata principalmente nel Midwest degli Stati Uniti ma vi sono numerose congregazioni nel resto degli Stati Uniti, in Europa e in Africa.

## Storia
Nel 1950, il Consiglio biennale della Chiesa dei Popoli di Cristo e dei Centri comunitari guidato dal dottor Joseph M. Evans (fino ad allora tutti membri di chiesa afroamericani) e dal Consiglio Nazionale delle Community Churches guidato dal Rev. Roy A. Burkhardt (fino ad allora tutti membri di chiesa caucasici) si sono uniti in una storica fusione. All'epoca, la loro unione rappresentava la più grande fusione interrazziale degli organi religiosi in America. La nuova creazione è stato l'International Council of Community Churches. Le chiese membri sono unite per essere una comunione di congregazioni ecumeniche che collaborano nell'adempimento della missione della Chiesa nel mondo. Come un movimento post-denominazionale, il Consiglio ha testimoniato e lavorato per l'unità cristiana, la giustizia e la riconciliazione nella società umana.

## Struttura
Il Consiglio opera con una piramide d'autorità "invertita". Le congregazioni locali eleggono il Consiglio e determinano i suoi componenti e le operazioni ecumeniche, diaconali e culturali. Questo è possibile con l'invio di delegati a una Conferenza annuale. Ogni chiesa locale ha diritto a due delegati con diritto di voto, di cui entrambi possono essere laici o uno laico e un ministro di culto (ma non due ministri di culto). Le decisioni sulla politica del Consiglio sono fatta dai delegati locali della chiesa che votano nella Conferenza annuale. I delegati eleggono un Consiglio di gestione. Il Consiglio assume e supervisiona il personale e sovrintende alle operazioni quotidiane. Don Ashmall è l'attuale Ministro del Consiglio (Presidente).

## In Italia
In Italia l'International Council of Community Churches è rappresentato dalla Inclusive Anglican Episcopal Church dopo che altre Chiese all,'estero e, in Italia, la Chiesa Protestante Unita, sono state espulse per morosità, essendo passata l'affiliazione dal 3% del bilancio a oltre mille dollari statunitensi all'anno, cifra incompatibile con piccole realtà ecclesiasli.